# Michele Wallace
Michele Faith Wallace (Harlem, 4 de enero de 1952) es una escritora feminista afroamericana estadounidense que se dedica a la crítica cultural. Sus escritos sobre literatura, arte, cine y cultura popular han sido ampliamente publicados y difundidos, convirtiéndola en una líder de la intelectualidad afroamericana. Black Macho and the Myth of the Superwoman (Macho Negro y el Mito de la Súpermujer), de 1979, es su obra más conocida. Es profesora en la Universidad de la Ciudad de Nueva York y en el CUNY Graduate Center. Su madre es la artista Faith Ringgold.

## Primeros años
Michele y su hermana menor, Bárbara, crecieron en una familia negra de clase media. Su madre, Faith Ringgold, fue maestra y profesora universitaria antes de convertirse en una artista muy conocida. Su padre, Robert Earl Wallace, era pianista. Se separaron después de cuatro años de matrimonio. Michele y Barbara Wallace fueron criadas por su madre y su padrastro en el exclusivo Sugar Hill de Harlem, Nueva York. Al crecer, Wallace fue a una escuela privada y pasó los veranos en campamentos y en Europa.

## Formación
Wallace se graduó de la Escuela Secundaria en 1969 y se matriculó en la Universidad Howard en Washington D.C. el otoño de ese mismo año donde pasó un trimestre antes de regresar a Harlem. De vuelta a Nueva York, en la primavera de 1970, asistió a la escuela nocturna del City College y participó con su madre en los movimientos artísticos antiimperialistas y contra la guerra de la época. Juntas fundaron Women Students and Artists for Black Art Liberation (WSABAL), una organización que abogó por la inclusión de las voces de las mujeres de color en el mundo del arte. En 1973, cofundó la National Black Feminist Organization con su madre Faith Ringgold, Margaret Sloan-Hunter y otras destacadas activistas feministas negras. Wallace obtuvo su licenciatura en Inglés y Escritura Creativa en 1974.

## Trayectoria
En 1974 y 1975, Wallace trabajó en Newsweek e hizo contribuciones puntuales a la revista Ms. En 1974 conoció a Ross Wetzsteon y Karen Durbin de The Village Voice y comenzó a escribir para la publicación sobre temas como feminismo negro, su educación en Harlem en las décadas de 1950 y 1960 y su posición en la élite educada de clase media negra. Los artículos de Wallace en The Voice le dieron protagonismo como feminista negra en Nueva York.
En 1975, renunció a su trabajo en Newsweek después de recibir un anticipo para un borrador de libro que eventualmente se convertiría en Macho Negro y el Mito de la Súpermujer. Pasó los siguientes dos años escribiendo y editando este libro. En ese momento Wallace asumió un trabajo como profesora de Periodismo en la Universidad de Nueva York en 1976 y luego se convirtió en profesora asistente de Inglés. Macho Negro y el Mito de la Súpermujer fue publicado por Dial Press en 1979.
En 1983 Wallace fue editora general de la revista Essence y de 1995 a 1996 fue columnista de The Village Voice.
Wallace actualmente enseña en la Universidad de la Ciudad de Nueva York y en el CUNY Graduate Center. Además de su licenciatura en Inglés y Escritura creativa, tiene una Maestría en Inglés de City College (1990) y un doctorado en estudios de cine de la Universidad de Nueva York (1999). Ha enseñado en numerosas instituciones, incluidas la Universidad Rutgers y la Universidad Cornell.

## Macho Negro y el Mito de la Súpermujer
Macho Negro y el Mito de la Súpermujer, publicado en 1979, critica el sexismo en la comunidad negra y el nacionalismo negro en la década de 1960. El libro lidia con los estereotipos del hombre y la mujer negros: el macho negro, el hombre negro hipermasculino e hipersexualizado, y la súpermujer, la mujer negra extraordinariamente fuerte e imperturbable ante el racismo blanco. El libro critica a los hombres negros y al Movimiento de Derechos Civiles por su aceptación perjudicial de la noción de virilidad de la sociedad blanca, lo que, según Wallace, habría generado una división entre mujeres y hombres negros. Combinando anécdotas personales con análisis sociales, culturales e históricos, Wallace también reflexiona sobre su propia posición como mujer negra de clase media.

### Feminismo negro
Aunque el editor de Wallace se negó a asociar el libro con el feminismo de cualquier tipo, Macho Negro y el Mito de la Súpermujer se considera un ejemplo de escritura feminista negra. En él Wallace argumenta que las mujeres negras sufren injusticias específicas basadas en la intersección de raza y género, por lo que mujeres negras no podían encontrar una completa solidaridad con los hombres negros ni con las mujeres blancas. Según Wallace, los hombres negros culpaban a las mujeres negras de su persecución durante la esclavitud y las mujeres blancas no entendían los problemas específicos de las mujeres negras. En Macho Negro, Wallace hace especial énfasis en la traición de los hombres negros a las mujeres negras. Al salir con mujeres blancas y alentar la sumisión de las mujeres negras, los hombres negros habrían reforzado la opresión de las mujeres negras basada la raza y el género.

### Recepción de la crítica
La editora de la revista Ms., Gloria Steinem, proclamó a Macho Negro y el Mito de la Súpermujer como el libro que "daría forma a los 80". A raíz de su publicación, Macho Negro provocó mucha controversia por el cuestionamiento de la cultura patriarcal en la comunidad negra. El trabajo fue criticado por intelectuales, figuras de la política y feministas, como Angela Davis e incluso la madre de Wallace, Faith Ringgold, que escribió un libro en respuesta. Una revisión de Macho Negro en The Village Voice calificó el libro como "una obra esquiva ... [cuyas] páginas ofrecen autobiografía, sociología, información histórica y mera opinión con apariencia de análisis". Las críticas fueron publicadas en The New York Times, Freedomways y Time, entre otras publicaciones.
En el mismo año en que se lanzó Macho Negro, The Black Scholar publicó un ensayo de Robert Staples titulado "El mito del negro Macho: una respuesta a las feministas negras enojadas", en el que se burla de Macho Negro por interpretarlo como un ataque a la masculinidad negra, criticando también el libro por no incluir una voz masculina. El siguiente número de The Black Scholar, titulado "The Black Sexism Debate" (1979), se dedicó a hablar de nuevo sobre Macho Negro, junto con el libro de Ntozake Shange For Colored Girls Who Have Considered Suicide/ When the Rainbow Is Enuf (1975). Este número publicó respuestas a Staples de destacados académicos, académicas y activistas negros, como June Jordan, Maulana Karenga y Audre Lorde. El ensayo escrito por esta última se llamó Sexism: An American Disease in Blackface.
Quienes se opusieron a Macho Negro cuestionaron la severidad del sexismo en la comunidad negra y el lugar que debería tener en la liberación negra, argumentando que el racismo era una preocupación más importante.
A pesar de la abrumadora hostilidad que enfrentó inicialmente, Macho Negro ha sido celebrado, especialmente en los tiempos contemporáneos, por su desmitificación de los estereotipos y el análisis feminista crítico del nacionalismo negro.

## Premios y becas
- "Modernism, Postmodernism and The Problem of The Visual in Afro-American Culture," PSC-CUNY Creative Incentive Award, University Committee on Research, Universidad de la Ciudad de Nueva York (1991).
- "The Problem of The Visual in Afro-American Film," Eisner Fellowship, City College of New York (1991).
- Artists' Fellowship: Nonfiction Literature, New York Foundation for the Arts (1991).
- "The Problem of The Visual in African-American Film," Eisner Fellowship, City College of New York (1993).
- The Blanche, Edith and Irving Laurie New Jersey Chair in Women's Studies at Douglass College, Rutgers University (1996–1997).
- Lifetime Achievement Award of Journalism Alumni, City College of New York (2008).

### Libros
- Black Macho and the Myth of the Superwoman (1979), ISBN 978-1859842966.
- Faith Ringgold: Twenty Years of Painting, Sculpture and Performances (ed. 1984)
- Invisibility Blues: From Pop To Theory (1990), ISBN 978-1859844878.
- Black Popular Culture, with Gina Dent (1993), ISBN 978-1565844599.
- Passing, Lynching and Jim Crow: A Genealogy of Race and Gender in U.S. Visual Culture, 1895–1929 (1999).
- Dark Designs and Visual Culture (2004), ISBN 978-0822334132.
- Macho Negro y el Mito de la Súpermujer (2018) ISBN 978-8416946136.

### Ensayos
- "Michael Jackson, Black Modernisms and 'The Ecstasy of Communication,'" Global Television (1989), ISBN 978-0262691239.
- "Race, Gender and Psychoanalysis in Forties Film: 'Lost Boundaries,' 'Home of the Brave' and 'The Quiet One,'" Black American Cinema (1993), ISBN 978-0415903974.
- "The Search for the 'Good Enough' Mammy: Multiculturalism, Popular Culture and Psychoanalysis," Multiculturalism: A Critical Reader (1994), ISBN 978-0631189121.
- "Anger in Isolation: A Black Feminist's Search for Sisterhood," Words of Fire: An Anthology of African-American Feminist Thought (1995), ISBN 978-1565842564.
- "Black Female Spectatorship and The Dilemma of Tokenism," Generations: Academic Feminists in Dialogue (1997).
- "Uncle Tom's Cabin: Before and After the Jim Crow Era," TDR: The Drama Review (2000).
- "The Enigma of the Negress Kara Walker," Kara Walker: Narratives of a Negress (2003), ISBN 978-0262025409.
- "The Imperial Gaze: The Venus Hottentot," Black Venus 2010: They Called Her "Hottentot" (2010), ISBN 978-1439902059.